# Déraillement du train Garmisch-Partenkirchen
Le déraillement du train Garmisch-Partenkirchen est survenu le 3 juin 2022 lorsqu'un train régional à deux étages a déraillé au nord de Garmisch-Partenkirchen, près de Burgrain sur la voie ferrée Munich-Garmisch-Partenkirchen (en) dans le sud de l'Allemagne,. Au 4 juin 2022, cinq personnes sont décédées et au moins 44 passagers ont été blessés.

## Accident
Trois voitures de passagers ont déraillé dans une courbe près de Loisachauen dans le quartier Burgrain de Garmisch-Partenkirchen, entre la gare de Garmisch-Partenkirchen (en) et la gare de Farchant (en). Les voitures ont glissé sur un talus à côté de la jonction où les routes Bundesstraße 23 et Bundesstraße 2 se combinent pour entrer dans le tunnel Farchant.
L'accident a eu lieu le dernier vendredi avant les vacances de Pentecôte, il y avait donc beaucoup d'enfants dans le train.

## Conséquences
Les militaires voyageant à bord du train ont pu prodiguer les premiers soins. L'emplacement du déraillement juste à côté d'une route principale a permis d'amener rapidement des véhicules d'urgence. Six hélicoptères de sauvetage sont intervenus. Des personnes légèrement blessées ont été emmenées dans un bâtiment local pour y être soignées. Les services ferroviaires ont été suspendus entre la gare d'Oberau (en) et la gare de Garmisch-Partenkirchen.